# Broker
Der Broker (deutsch „(Börsen-)Makler“, „Vermittler“ oder „Zwischenhändler“) ist im Finanzwesen der Anglizismus für einen Finanzdienstleister, der im Auftrag von Anlegern die Vermittlung von Handelsobjekten übernimmt und dafür überwiegend Börsen nutzt.

## Allgemeines
Als Handelsobjekte dienen insbesondere Aktien, Anleihen, Devisen, elektrischer Strom, Rohstoffe, Versicherungen oder Waren (Commodities). Als Handelsplatz kommen außer den Börsen (Energie-, Waren- oder Wertpapierbörsen) auch der außerbörsliche Handel in Frage.
Die Tätigkeit des Brokers ist auf den im Juni 1933 in den USA erlassenen Glass-Steagall Act zurückzuführen, der im Trennbankensystem die Funktionstrennung von Bankgeschäften und Börsengeschäften verlangte. Das Wort Broker wird auf französische Weinhändler zurückgeführt, die zwecks Weinverkauf ihre Weinfässer anstachen (französisch brocour).
Anleger – gleichgültig ob als Privatanleger oder institutioneller Anleger – können ihre Kauf- oder Verkaufsorders nicht direkt an der Börse platzieren, sondern müssen sich an Kreditinstitute oder Broker wenden. Broker vermitteln mithin als Finanzintermediäre zwischen den Anlegern und den Börsen. Aus Gründen des Anleger- und Gläubigerschutzes unterliegen auch die Broker in den meisten Ländern der Bankenaufsicht.

## Arten
Je nach überwiegend oder ausschließlich gehandeltem Handelsobjekt gibt es unter anderem Aktienbroker (englisch stock-broker), die Wertpapierorders annehmen, Warenbroker (englisch commodity-broker) oder Versicherungsbroker (englisch insurance-broker). In England sind die stock-broker Mitglieder der London Stock Exchange und betreiben das Kommissionsgeschäft für fremde Rechnung. Sie stellen dort die Verbindung her zwischen dem Publikum einerseits und den Jobbern oder Dealern andererseits, die nur für eigene Rechnung Kontrakte abschließen dürfen. Außerdem gibt es Clearingbroker an der European Energy Exchange als Mitglieder eines Clearinghauses und carrying broker, die Aufträge von kleineren Brokern sammeln. Im Rohölsektor ist der Broker ein Großhändler, der mit Benzin, Heizöl, Kerosin oder Naphtha handelt. Prime-Broker verwalten das Fondsvermögen eines Hedgefonds, gewährleisten die Einhaltung der Settlements, erleichtern deren Fremdfinanzierung und die Leerverkäufe. Onlinebroker bieten ihre Dienste ausschließlich über das Internet an (Schweiz: Swissquote, Österreich: Brokerjet). Discountbroker sind Kostenführer durch vergleichbar geringe Maklergebühren, bieten dafür jedoch eine eingeschränkte oder keine Anlageberatung meist als Onlinebroker an.
siehe auch: Neobroker

## Rechtsfragen
Broker sind rechtlich als Kommissionäre einzuordnen, weil sie Aufträge im eigenen Namen und für fremde Rechnung ausführen und bankenaufsichtsrechtlich das Finanzkommissionsgeschäft nach § 1 Abs. 1 Nr. 4 KWG durch die Anschaffung und Veräußerung von Finanzinstrumenten ausüben, sind Anlagevermittlung in Form der Vermittlung von Geschäften über die Anschaffung und die Veräußerung von Finanzinstrumenten (§ 1 Abs. 1a Nr. 2 KWG) oder betreiben Anlageberatung (§ 1 Abs. 1a Nr. 1 KWG). Eine entsprechende Regelung enthält § 2 Abs. 8 WpHG, der auch die Abschlussvermittlung als Anschaffung oder Veräußerung von Finanzinstrumenten in fremdem Namen für fremde Rechnung berücksichtigt (§ 2 Abs. 8 Nr. 3 WpHG). Diese Bankgeschäfte bedürfen einer Banklizenz durch die Bankenaufsicht BaFin nach § 32 KWG. Broker führen als Wertpapierdienstleistungsunternehmen lediglich Kundenaufträge aus (englisch execution-only) und übernehmen dann keinerlei Anlageberatung.
Die Broker-Gebühr (englisch brokerage) ergibt sich aus dem Maklervertrag, der entsprechend Broker-Vertrag genannt wird.

## Wirtschaftliche Aspekte
Klassische Broker werden ausschließlich auftragsbezogen tätig und führen entsprechend keine eigenen Handelspositionen, so dass wie bei Kommissionär und Makler kein Kursrisiko, Liquiditätsrisiko, Marktrisiko oder Zinsänderungsrisiko vorhanden ist. Dagegen hält der Broker-Dealer eigene Risikopositionen und tritt als Käufer oder Verkäufer der Handelsobjekte auf. Mit der Direkt Anlage Bank entstand im Mai 1994 der erste deutsche Discount-Broker. Für die Kunden dieser Discount-Broker verringern sich durch günstige Provisionen die Transaktionskosten.